# Saša Vasiljević
Saša Vasiljević, né le 23 mars 1979, à Osijek, dans la République socialiste de Croatie, est un joueur bosnien de basket-ball. Il évolue au poste de meneur. 

## Palmarès
- Vainqueur de la ligue adriatique 2005
- Champion de Bosnie-Herzégovine 2006